# Gustavo Isaza Mejía
Gustavo Isaza Mejía (? - 13 de janeiro de 2007) foi um médico venezuelano.
Nascido em Salamina, graduou-se em Medicina na Universidade de Antioquia, Medellín. Foi membro honorário da Academia de Medicina de Antioquia, membro fundador da Associação Antioquena de Obstetricia e Ginecologia assim como fundador e diretor da Escola de Citologia Exfoliativa de Medellín.